# Mutacja zmiany sensu
Mutacja zmiany sensu, mutacja missensowna – typ niesynonimicznej, punktowej mutacji genowej wywołanej przez substytucję (podstawienie) pojedynczego nukleotydu na DNA lub RNA.
Mutacja ta prowadzi do zmiany aminokwasu w powstającym białku. W zależności od efektu tej zmiany wyróżnić można dwa rodzaje tej mutacji:
Mutacja konserwatywna – zmiana aminokwasu na inny nie powoduje dysfunkcji syntetyzowanego białka. Ma miejsce gdy aminokwas jest zastępowany przez inny o zbliżonych właściwościach. Przykładem może być kwas asparaginowy, który może zostać zastąpiony kwasem glutaminowym (oba są polarne) nie powodując zmiany funkcji białka. Zmiany aminokwasów są lepiej tolerowane na powierzchni białka, niż w jego wewnętrznej części. W niektórych przypadkach nawet zmiana na aminokwas o innych właściwościach (np. polarny/niepolarny), na powierzchni proteiny bywa tolerowana.
Mutacja niekonserwatywna – zmiana aminokwasu na inny powoduje zmianę funkcji białka. Te mutacje mogą skutkować dużymi zmianami w fenotypie organizmu. U człowieka odpowiedzialne są za powstawanie wielu chorób, w tym: pęcherzowe oddzielanie się naskórka, niedokrwistość sierpowatokrwinkową oraz stwardnienie zanikowe boczne.